# Laglaizia stylops
Laglaizia stylops är en tvåvingeart som beskrevs av Günther Enderlein 1924. Laglaizia stylops ingår i släktet Laglaizia och familjen bredmunsflugor. Inga underarter finns listade i Catalogue of Life.